# Lluís de Montsià
Joan Torné i Balaguer (la Ràpita, 1890 — Barcelona, 1979), conegut pel pseudònim de Lluís de Montsià, fou un periodista, poeta i folklorista català.
Va col·laborar al setmanari de Tortosa Libertad amb les sèries Cançons populars (1912), Refrané comarcá (1912-1914) i Cançoné comarcá (1915-1916). També va recollir en aquesta publicació tot un seguit de corrandes populars, més tard recollides en l'Obra del Cançoner Popular de Catalunya. Va recollir d'aquesta manera un gran nombre de refranys i dites populars de les Terres de l'Ebre. Va ser el fundador de la revista Ràpita, que es va publicar de 1909 a 1911, i Fulls històrics rapitencs. Va col·laborar amb la majoria de setmanaris catalanistes comarcals i va ser un gran afeccionat a la poesia que va escriure nombrosos càntics patriòtics.

## Obres
- Elogi de Sant Carles de la Ràpita (1984)
- Recull de poesia II (1988)[5]

Poemes presentats als Jocs Florals de Barcelona
- La costa fangosa (1931)
- Cançons per a ella (1931)